# Chổi sể
Thanh liễu, hay chổi sể, chổi xuể, thanh hao, danh pháp hai phần Baeckea frutescens là một loài thực vật có hoa trong Họ Đào kim nương. Loài này được L. mô tả khoa học đầu tiên năm 1753.

## Đặc điểm
Cây bụi, phân nhánh nhiều, cao 50 – 150 cm. Lá mọc đối, hình dải hay hình dùi dạng dải, dài 5 - 8mm, rộng 0,4 - 0,6mm, đầu nhọn, không lông, có tuyến mờ nâu, cuống rất ngắn. Hoa mọc đơn độc ở nách lá, lưỡng tính, màu vàng trắng, đường kính cỡ 2 - 3mm; cuống hoa cỡ 1mm, mang ở giữa 2 lá bắc rất nhỏ, sớm rụng. Đài hoa hình ống, dài cỡ 1mm, chia 5 thùy hình tam giác, tồn tại; cánh hoa 5, gần tròn, dài cỡ 4mm; nhị 10, ít khi 8, ngắn hơn cánh hoa; bầu ha,̣ 3 ô, mỗi ô chứa 2 noãn. Quả nang nhỏ, dài cỡ 1mm, mở theo đường rách ngang; hạt có cạnh. Có hoa từ tháng 4 đến tháng 8.

## Phân bố
Loài phân bố ở Nam Trung Quốc, các nước Á châu nhiệt đới tới Úc. Ở Việt Nam có gặp từ Quảng Ninh, Bắc Giang, Thái Nguyên, Vĩnh Phúc, Phú Thọ vào đến Thừa Thiên – Huế, Quảng Nam, Phú Yên. Thường gặp trên các đồi khô miền trung du, mọc chung với tràm, sim, mua.

## Công dụng

### Làmchổi
Từ thân, cành. Cành thanh liễu được cắt về phơi khô cho lá rụng đi rồi được bó lại làm chổi. Cũng như chổi xơ dừa, chổi làm bằng cành thanh hao rất bền và chịu nước.
Trước những năm 1990, nhà máy Toa xe Lương Sơn, Thái Nguyên thường xuyên nhập một số lượng lớn cây Thanh liễu đã phơi khô để làm chổi vệ sinh toa xe khi đưa vào xưởng sửa chữa, đại tu.

### Trang trí
Cây có hoa đẹp tươi lâu, nên hiện nay ở một số thành phố đang có xu hướng dùng hoa thanh liễu cắm trang trí trong gia đình.

### Cất tinh dầu
- Bộ phận dùng: toàn cây, trừ rễ.
- Thu hái vào tháng 7 - 10, khi cây đang có hoa, phơi hoặc sấy khô. Có thể cất lấy tinh dầu thơm mà dùng.
- Thành phần hóa học: toàn cây chứa tinh dầu với tỷ lệ 0,76% gồm cineol, pinen, linalol, limonen...[4]

### Trong y dược
- Người ta thường dùng cây đốt xông khói hoặc nấu nước xông chữa cảm cúm, nhức đầu, đau bụng, vàng da, sởi.
- Còn dùng chữa chảy máu cam, lở ngứa, kém tiêu, ỉa ra máu và kinh nguyệt không đều.
- Rượu chổi dùng xoa bóp chữa thấp khớp.
- Hoa chổi dùng làm thuốc điều kinh và ăn uống kém tiêu.

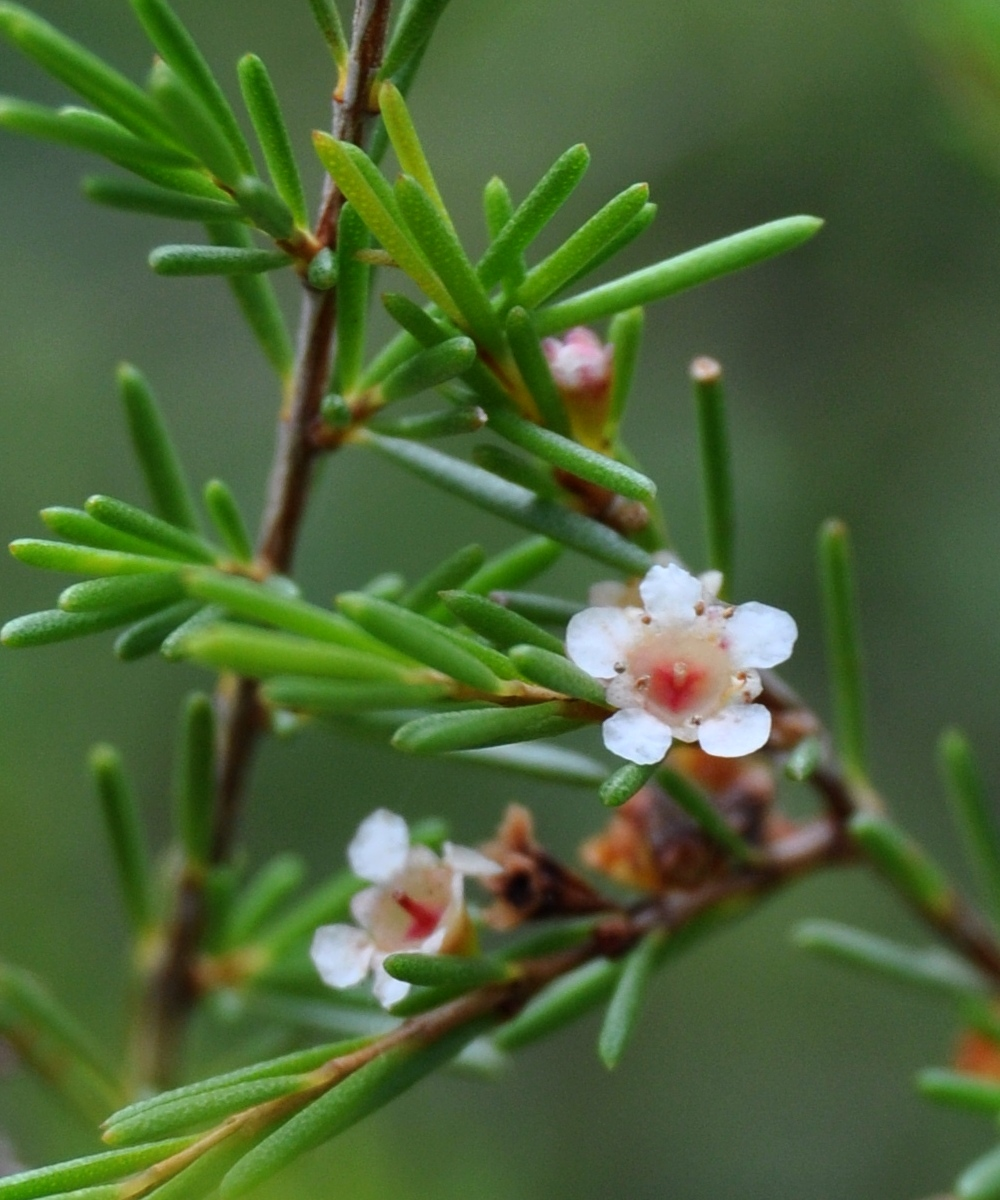
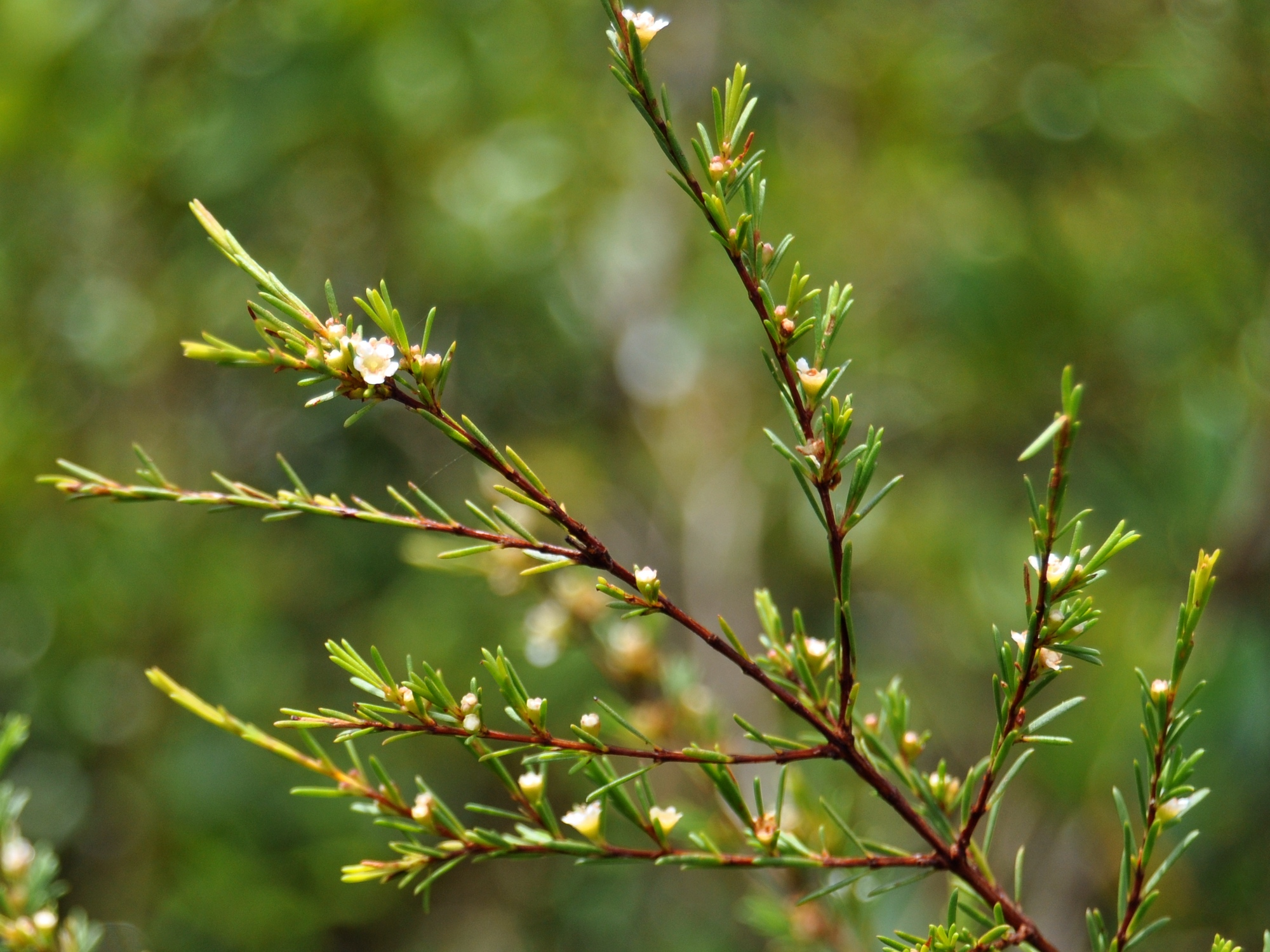
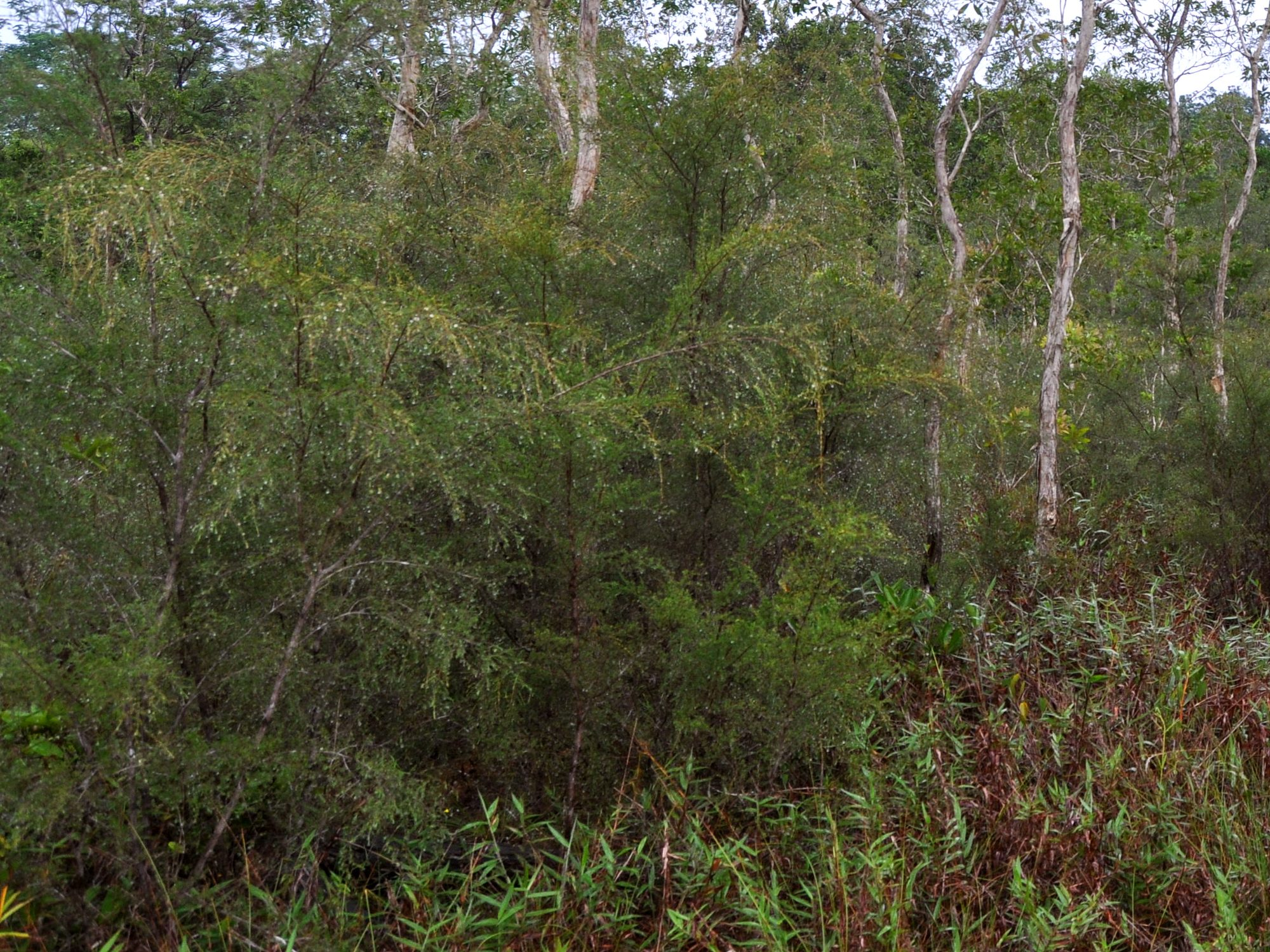
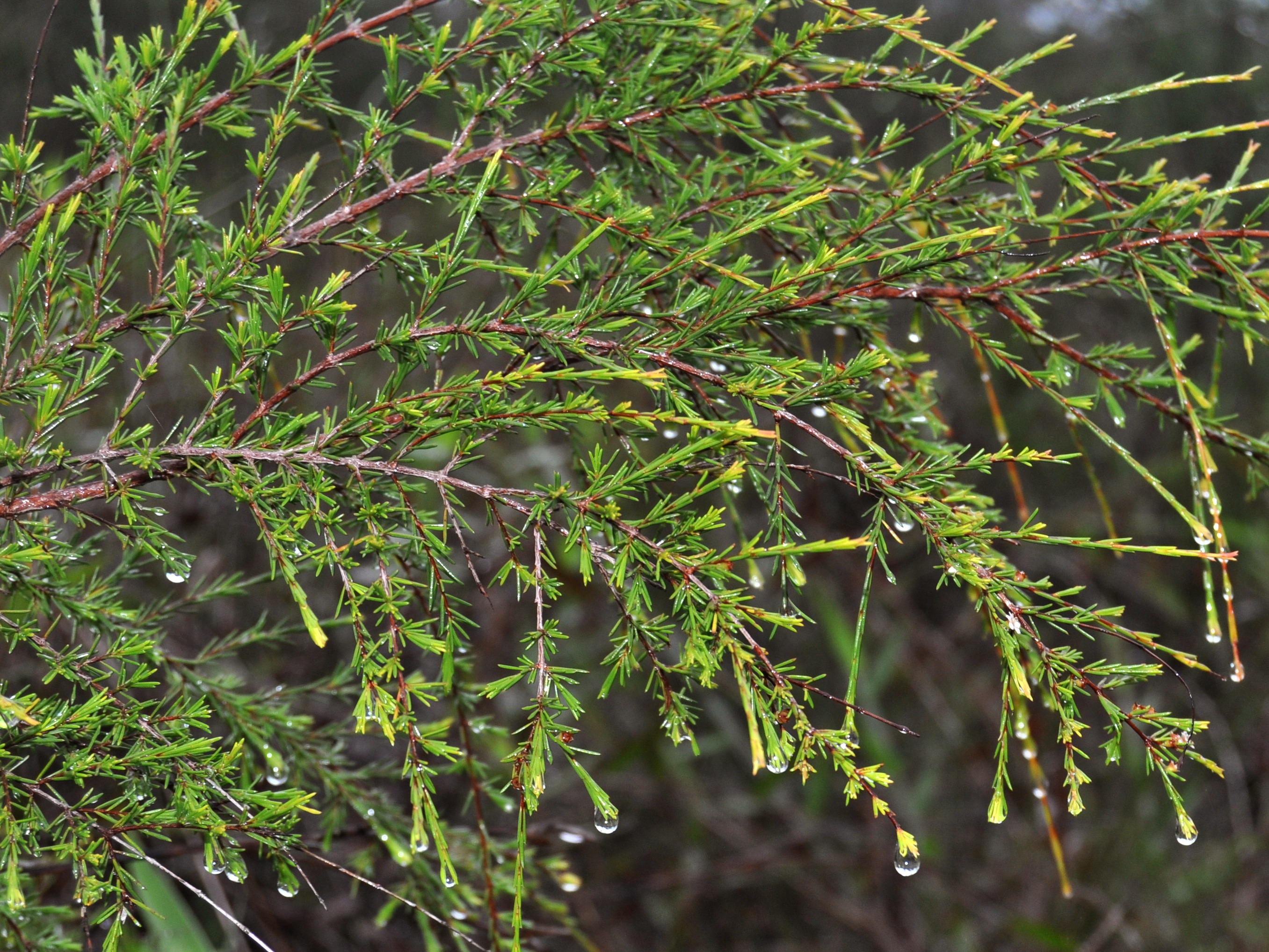